# 康侯簋
康侯簋（又称“沫司徒疑簋”）是一件西周青铜器，1931年出土于中国河南省鶴壁市淇濱區金山街道辛村卫国墓地，1977年入藏伦敦大英博物馆。
该青铜器制作于约公元前1100年至公元前1000年，器高21厘米。器形见《商周彝器通考》259页，器铭文见《殷周金文集成》4056页。其铭文记载了周成王征伐商邑的武庚叛乱返回后，“令康侯啚于卫”，也就是封建康叔于卫。

## 出处
人们对发现康侯簋的原始环境知之甚少。然而，根据它的铭文，考古学家推测它曾被存放在卫国，现在河南省新鄉市辉县市附近。康侯簋以前的主人包括英国外交官杜加尔德·马尔科姆，后来在布鲁克·休厄尔（Brooke Sewell）遗贈的支持下，大英博物馆买下了康侯簋。

## 描述

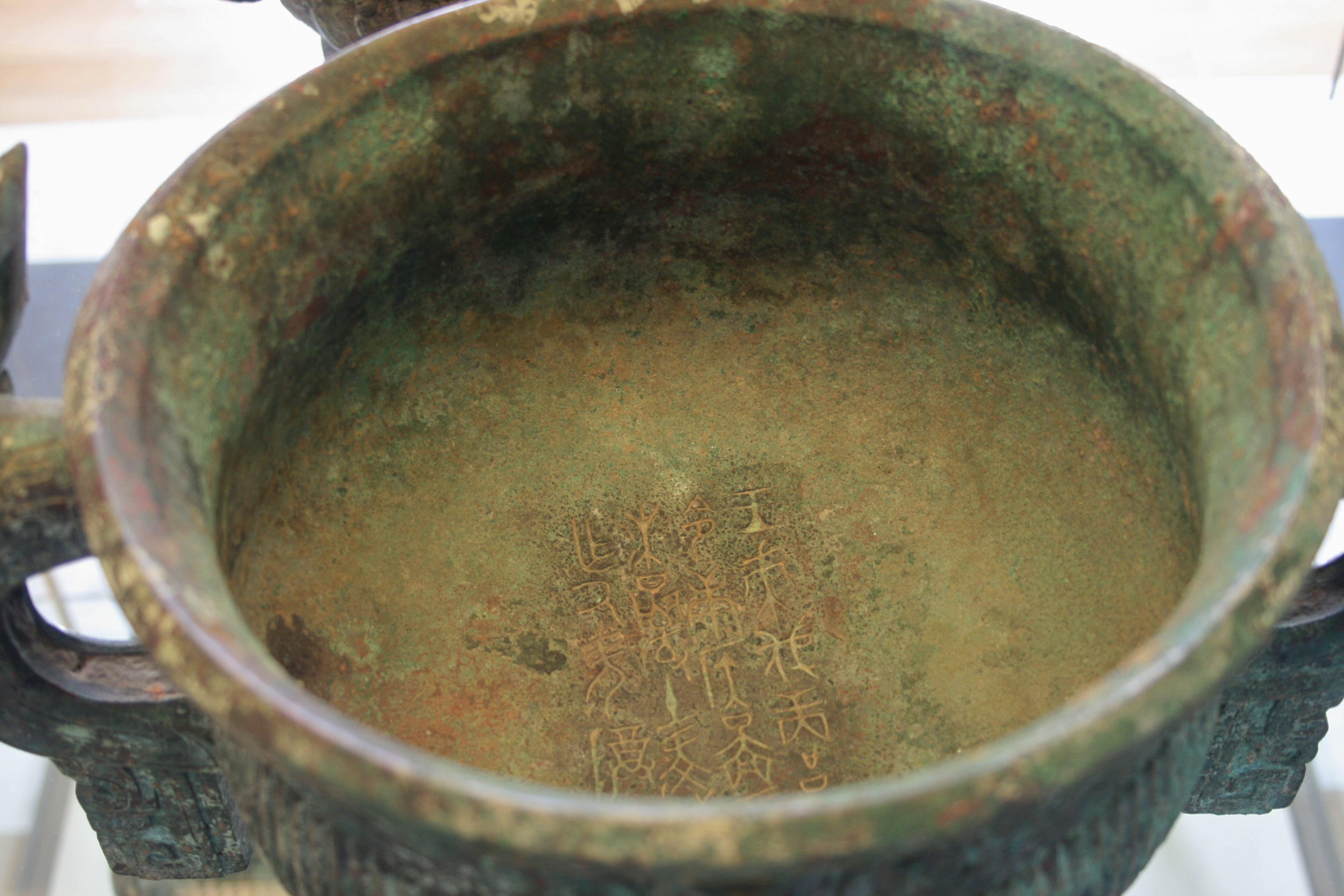
康侯簋銘文

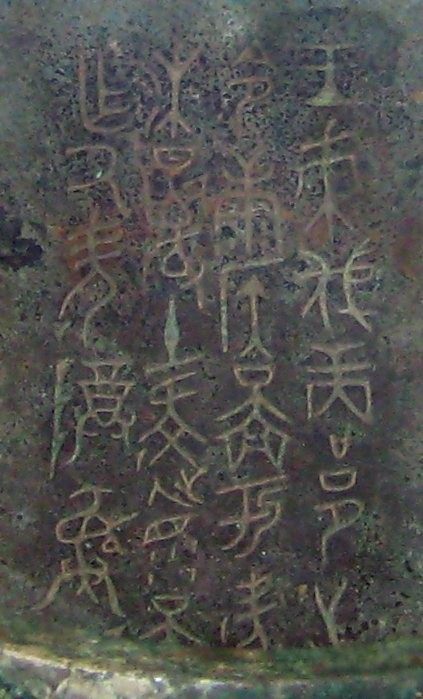
康侯簋铭文细部

这个铸造的青铜图形是一个装饰华丽的食物碗，用于祭祀祖先的仪式。这种高底座的容器有很大的把手，形状像有獠牙的动物头，它们吃鸟，喙露在捕食者的嘴外。在边缘和切割的垂直线之间是一个窄带，装饰着一个动物头和交替的圆形和四叶。一个类似的带子(没有动物的头)被雕刻在容器的底部。大英博物馆馆长尼尔·麦格雷戈在BBC的广播节目《100件文物中的世界史》中选择了康侯簋作为第23件文物。

## 铭文
簋中有二十四字铭文：“ 王朿伐商邑 ，𢓊令康矦（侯）啚（bi）于卫， 沫(mo)司土疑眔（da）啚（bi鄙），乍（zuo）氒（jué）考尊彝□ ”，这些铭文记载了周武王的弟弟康叔封(康侯)是如何得到卫国的领土的。铭文还描述了周朝贵族勾结商朝残余势力发动的叛乱，即“三监之乱”，以及被周朝击败，这有助于确定康侯簋的年代。因为历史学家知道这次失败的反周叛乱是何时发生的，所以他们能够准确地确定制造这件重要物品的时间是公元前11世纪。